# Aspidimorpha togata
Aspidimorpha togata (лат.) — вид жуков щитоносок (Aspidimorphini) из семейства листоедов. Обитает в Афротропическом регионе.

## Ареал
Предпочитает Афротропику: Бурунди, ДРК, Габон, Гана, Камерун, Кения, Нигерия, Кот-д’Ивуар, Республика Конго, Экваториальная Гвинея, Сенегал, Центральноафриканская Республика, Уганда.

## Растения-хозяева
Обитают Aspidimorpha togata на африканских растениях K. libengicus.

## Синонимы
В синонимику вида входят следующие названия:
- Aspidimorpha (Aspidimorpha) togata Thomson, 1858
- Aspidomorpha imbrex Spaeth, 1916
- Aspidomorpha tetraspilota Kolbe, 1897
- Aspidomorpha togata inbrachiata Spaeth, 1916